# Van Badham
Vanessa Badham (née en 1974) est une écrivaine et militante australienne. Dramaturge et romancière, elle écrit des drames et des comédies. Elle est chroniqueuse régulière pour le site Internet Guardian Australia.

## Jeunesse et éducation
Vanessa Badham nait à Sydney le 29 novembre 1974. Ses parents travaillent dans l'industrie du jeu et de l'athlétisme en Nouvelle-Galles du Sud, puis son père devient directeur dans l'industrie des clubs inscrits.
Elle étudie l'écriture créative et la performance à l'Université de Wollongong, où elle obtient un baccalauréat ès arts et un baccalauréat ès arts créatifs (avec distinction). À l'université, Badham remporte le prix de poésie Philip Larkin en 1997, ainsi que le prix de théâtre Des Davis et le prix de la comédie en 2000. En 2001, elle participe à un échange avec l'Université de Sheffield au Royaume-Uni pour étudier la littérature anglaise.
À l'Université de Wollongong, elle s'implique dans la politique étudiante et l'activisme de gauche, et elle est élue rédactrice en chef du journal du Conseil représentatif des étudiants, Tertangala. Elle travaille avec le syndicat étudiant en tant que responsable des médias et responsable des femmes, et siège au Sénat académique et au Comité d'internationalisation de l'université. En tant qu'étudiante, elle est associée aux causes anarchistes et anarcho-syndicalistes. Elle devient par la suite social démocrate,.
En 2013, elle obtient une maîtrise ès arts avec mention très bien en théâtre au Victorian College of the Arts de l'Université de Melbourne.

## Carrière

### Scène
En 1999, Badham remporte le premier prix théâtral « Write Now ! » de la Naked Theatre Company et gagne grâce à ce prix une production de sa pièce gagnante, The Wilderness of Mirrors, au studio Wharf de la Sydney Theatre Company. Traitant de l'infiltration des services secrets dans une organisation militante, la pièce attire l'attention du public. Badham commence à la suite de ce succès à mettre en scène davantage d'œuvres à travers l'Australie.
En 2001, elle s'installe au Royaume-Uni. Son travail est découvert par le Crucible Theatre de Sheffield, qui organise une production collaborative de Kitchen avec le Nabokov Theatre en 2001. Cette pièce sur le mariage comme métaphore du capitalisme, elle est ensuite présentée au Festival Fringe d'Édimbourg en 2002. Sa pièce Camarilla de 2003 est un succès critique au Festival Fringe d'Édimbourg en 2003, consolidant la réputation internationale de Badham en tant que pilier du théâtre politique radical.
Badham est nommée directrice littéraire du Finborough Theatre de Londres en 2009 et y travaille jusqu'à son déménagement à Melbourne, où elle devient associée artistique au Malthouse Theatre de 2011 à 2013'.
En Australie, ses pièces sont jouées sur les scènes principales du Griffin Theatre du Malthouse Theatre, de la Sydney Theatre Company, et de la Black Swan State Theatre Company.
La première mondiale de The Questions, une comédie musicale co-écrite par Badham avec Richard Wise, est mise en scène par la State Theatre Company of South Australia, en juillet/août 2024, dans une mise en scène de Mitchell Butel. Il reçoit d'excellentes critiques,,,.

### Autres écrits
En 2009, Badham signe un contrat de trois livres avec Pan Macmillan Australia. Son premier livre, Burnt Snow, est sorti en septembre 2010. En novembre 2021, elle a publié son premier livre de non-fiction chez l'éditeur indépendant australien Hardie Grant Books, Qanon and On.

## Carrière dans les médias
En 2013, Badham commence à publier des éditoriaux politiques et des critiques artistiques pour le site Web Guardian Australia.
Ses commentaires sont également publiés dans les publications The New York Times, Bloomberg, The Irish Times, Der Freitag, The Sydney Morning Herald, The Age, Women's Agenda, Australian Cosmopolitan et Daily Life. En tant que commentatrice, elle a été l'invitée de The Drum sur ABC Television, Politics HQ sur Sky News Australia, Radio National, Sunrise et The Project et est apparue à plusieurs reprises en tant que panéliste dans le programme de questions-réponses d'ABC.
Elle est également conférencière invitée au Wheeler Centre, au Festival of Dangerous Ideas, au festival All About Women, au Melbourne Writers Festival et au Congrès national du Conseil australien des syndicats.

## Autres activités
Depuis 2021, Badham est également ambassadrice du National Secular Lobby.

## Reconnaissance et récompenses
En 1999, Badham remporte le premier concours de théâtre « Write Now ! » de la Naked Theatre Company pour sa pièce, The Wilderness of Mirrors.
Elle reçoit d'autres récompenses pour son travail au théâtre, notamment Queensland Premier's Literary Award 2005 pour Black Hands / Dead Section le New South Wales Premier's Literary Award 2014 pour Muff, et le Western Australian Premier's Book Awards 2014 pour The Bull, the Moon and the Coronet of Stars.